# Jiří Hudler
Jiří Hudler (* 4. Januar 1984 in Olomouc, Tschechoslowakei) ist ein ehemaliger tschechischer Eishockeyspieler. Der rechte Flügelstürmer absolvierte über 700 Partien für die Detroit Red Wings, Calgary Flames, Florida Panthers und Dallas Stars in der National Hockey League. Den Großteil dieser Zeit verbrachte er bei den Red Wings, mit denen er in den Playoffs 2008 den Stanley Cup gewann. Darüber hinaus wurde er im Jahre 2015 mit der Lady Byng Memorial Trophy für seine sportliche Fairness geehrt.

## Karriere
Jiří Hudler begann seine Karriere 1997 in der U18-Mannschaft von HC Vsetín in Tschechien. Bereits in seiner zweiten Saison konnte er in 46 Spielen 114 Punkte erzielen, sodass er nach der Saison im Alter von 15 Jahren bereits in den U20-Kader von Vsetín aufgenommen wurde. In der Saison 1999/2000 konnte er auch gleich bei den U20-Junioren überzeugen und durfte sogar zweimal für die Profis in der Extraliga aufs Eis.
Die Einsätze für das U20-Team wurden in der Saison 2000/01 weniger, dafür bei den Profis immer mehr. In dem Jahr spielte er für Vsetín und für die HC Havířov Panthers in der Extraliga. 2001/02 schaffte er dann endlich den Durchbruch bei den Profis von Vsetín und konnte in 46 Spielen 46 Punkte erzielen. Außerdem gewann er mit der tschechischen Nationalmannschaft die Bronzemedaille bei der Junioren-WM der Altersklasse U18.

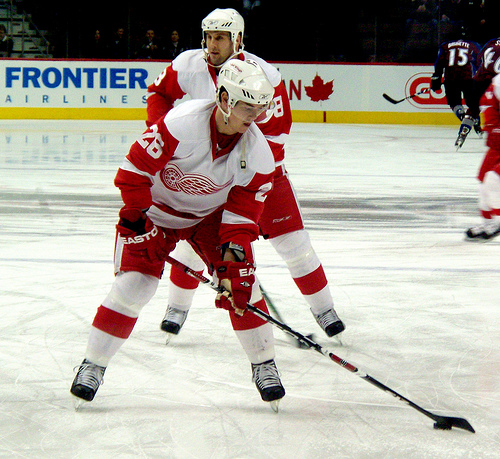
Jiří Hudler im Trikot der Detroit Red Wings

Auch in Nordamerika war man wegen seiner guten Leistungen aufmerksam geworden und so gehörte Hudler zu den Spielern, die im NHL Entry Draft 2002 zu Auswahl standen. Hudler wurde in der zweiten Runde an Position 58 von den Detroit Red Wings ausgewählt.
Die Saison 2002/03 absolvierte er dann bei seinem Heimatklub HC Vsetín und in Russland bei Ak Bars Kasan. Hudler kam auch bei der Weltmeisterschaft 2003 für Tschechien zum Einsatz, wo man aber knapp eine Medaille verpasste.
Im Sommer 2003 wechselte er dann nach Nordamerika, wo er die Saison 2003/04 hauptsächlich bei den Grand Rapids Griffins, dem Farmteam der Detroit Red Wings, in der American Hockey League bestritt. Aber er durfte auch erste NHL-Erfahrung sammeln, als er in zwölf Spielen zum Einsatz kam und sogar ein Tor erzielte.
Da die NHL-Saison 2004/05 wegen des Lockout ausfiel, kehrte Hudler erst einmal zu seinem Heimatverein HC Vsetín zurück, bestritt dann aber doch den Großteil der Saison in der AHL bei Grand Rapids. 2005/06 spielte Hudler nur vier Mal in der NHL, war aber drittbester Scorer der AHL mit 96 Punkten (36 Tore, 60 Assists) in 76 Spielen.

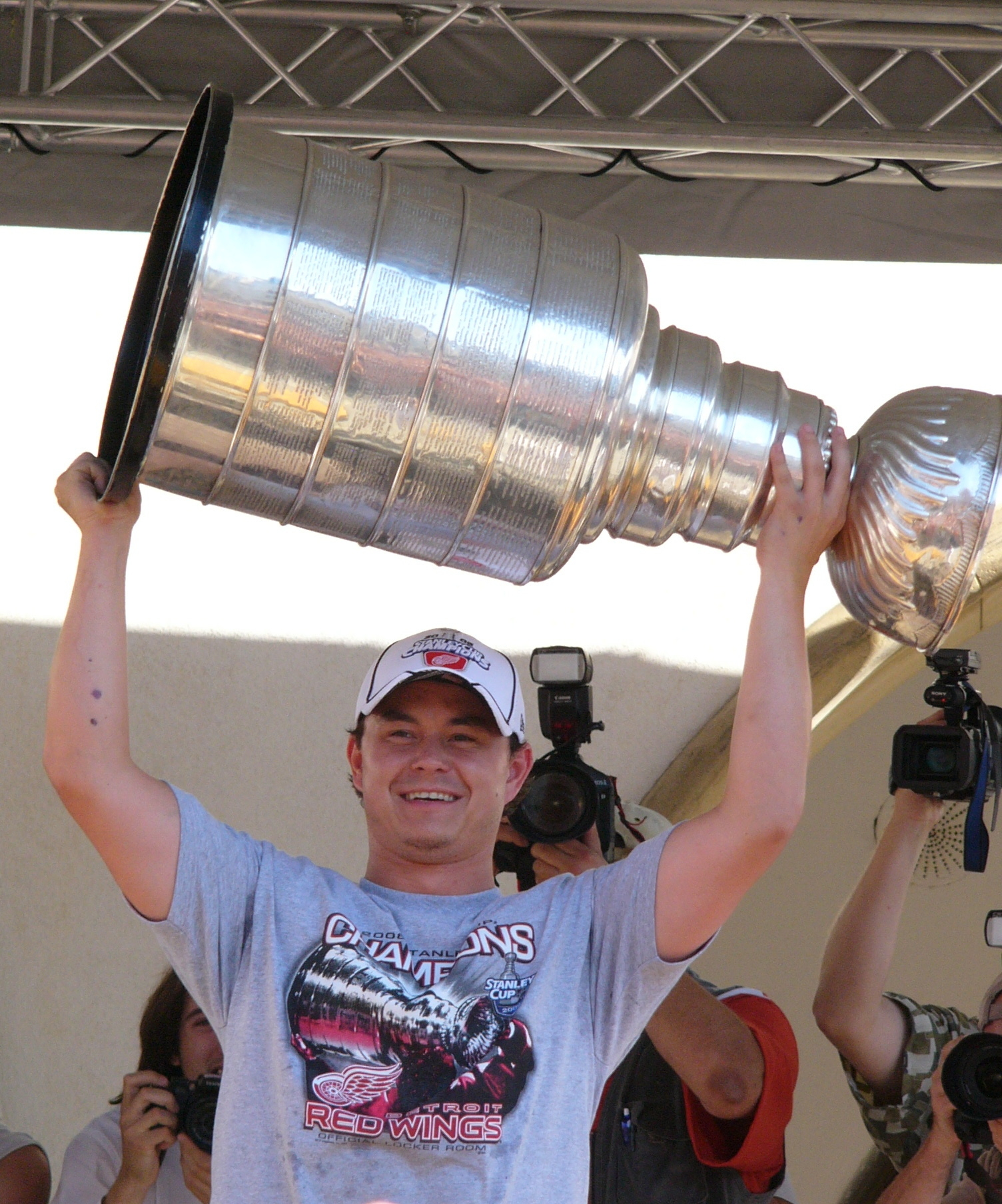
Jiří Hudler mit dem Stanley Cup

Die Red Wings verlängerten seinen Vertrag im Sommer 2006 um ein Jahr und nahmen ihn in den NHL-Kader auf. Hudler kam hauptsächlich in der dritten oder vierten Angriffsreihe zum Einsatz und erzielte 15 Tore und zehn Assists. Gegen Ende der Saison und in den Playoffs wurde er zeitweise aus dem Kader gestrichen, da mit Kyle Calder und Todd Bertuzzi erfahrenere Angreifer verpflichten worden waren.
Im Juli 2007 wurde sein Vertrag um zwei Jahre verlängert und Hudler kehrte wieder als Stammkraft in den Kader der Red Wings zurück, wo er mit 13 Toren und 29 Vorlagen eine überzeugende Saison spielte. In den Playoffs wurde er zwar nur noch in der vierten Angriffsreihe eingesetzt, trotzdem konnte er seine Fähigkeiten als Scorer unter Beweis stellen. In den 22 Playoff-Partien erzielte er fünf Tore und bereitete neun Treffer vor, womit er fünftbester Scorer der Mannschaft war. Seinen wichtigsten Treffer erzielte er in der Finalserie gegen die Pittsburgh Penguins im vierten Spiel, als er das entscheidende Tor zum 2:1 beisteuerte und Detroit dadurch den Grundstein zum Gewinn des Stanley Cup legte.
Nach Ablauf seines Vertrages im Sommer 2009 wurde Hudler zum Restricted Free Agent. Da er mit dem Vertragsangebot der Red Wings nicht zufrieden war, wurde das NHL-Schiedsgericht eingeschaltet. Wenige Tage später unterschrieb Hudler einen Vertrag beim HK Dynamo Moskau. Daraufhin rief USA Hockey und die National Hockey League Players’ Association die Internationale Eishockey-Föderation IIHF an, diesen Transfer zu untersuchen. Mitte September 2009 entschied diese, dass der Transfer rechtsgültig ist, da Hudler keinen aktiven NHL-Vertrag zum Zeitpunkt der Unterschrift in Moskau besaß. Nach einem Jahr in der Kontinentalen Hockey-Liga und der Neugründung des OHK Dynamo kehrte Hudler zu den Red Wings zurück. Am 24. Mai 2010 unterzeichnete er einen mit 5,75 Millionen US-Dollar dotierten Zweijahresvertrag in Detroit. Nach Auslauf des Vertrags wechselte er im Juli 2012 zu den Calgary Flames. Aufgrund des NHL-Lockouts absolvierte Hudler im September 2012 vier Partien für den HC Lev Prag in der Kontinentalen Hockey-Liga. Im Jahre 2015 erhielt er zudem die Lady Byng Memorial Trophy, während er mit 76 Scorerpunkten aus 78 Spielen zugleich die beste Statistik seiner NHL-Karriere erzielte.
Nach knapp vier Jahren in Calgary wurde Hudler im Februar 2016 an die Florida Panthers abgegeben, wobei die Flames im Gegenzug ein Zweitrunden-Wahlrecht für den NHL Entry Draft 2016 sowie ein Viertrunden-Wahlrecht für den NHL Entry Draft 2018 erhielten. Da sein Vertrag am Saisonende auslief und die Panthers diesen nicht verlängerten, schloss er sich im August 2016 für die folgende Spielzeit den Dallas Stars an. Nach dieser Saison erhielt der Tscheche allerdings keinen weiterführenden Vertrag in Dallas, sodass er in der Folge seine aktive Karriere beendete. Insgesamt hatte er 791 NHl-Partien bestritten und dabei 470 Punkte erzielt.

## Erfolge und Auszeichnungen
| - 2004 AHL All-Star Classic - 2006 AHL All-Star Classic - 2006 AHL Second All-Star Team | - 2008 Stanley-Cup-Gewinn mit den Detroit Red Wings - 2010 KHL All-Star Game - 2015 Lady Byng Memorial Trophy |

### International
- 2002 Bronzemedaille bei der U18-Junioren-Weltmeisterschaft
- 2002 All-Star-Team der U18-Junioren-Weltmeisterschaft

## Karrierestatistik

### International
Vertrat Tschechien bei:
| - World U-17 Hockey Challenge 2000 - U18-Junioren-Weltmeisterschaft 2000 - U20-Junioren-Weltmeisterschaft 2002 - U18-Junioren-Weltmeisterschaft 2002 - U20-Junioren-Weltmeisterschaft 2003 | - Weltmeisterschaft 2003 - U20-Junioren-Weltmeisterschaft 2004 - Weltmeisterschaft 2013 - Weltmeisterschaft 2014 |

(Legende zur Spielerstatistik: Sp oder GP = absolvierte Spiele; T oder G = erzielte Tore; V oder A = erzielte Assists; Pkt oder Pts = erzielte Scorerpunkte; SM oder PIM = erhaltene Strafminuten; +/− = Plus/Minus-Bilanz; PP = erzielte Überzahltore; SH = erzielte Unterzahltore; GW = erzielte Siegtore; 1 Play-downs/Relegation; Kursiv: Statistik nicht vollständig)